# استیو گرگ
استیو گْرِگ (به انگلیسی: Steve Gregg) (زادهٔ ۳ نوامبر ۱۹۵۵) شناگر اهل ایالات متحده آمریکا است.